# Jocurile Olimpice de iarnă din 1948
A V-a ediție a Jocurilor Olimpice de iarnă s-a desfășurat la St. Moritz, Elveția în perioada 30 ianuarie - 8 februarie 1948. St. Moritz a mai fost gazda Jocurilor Olimpice de iarnă din 1928. Au fost primele Jocuri de iarnă organizate după cel de-al Doilea Război Mondial, după o pauză de 12 ani de la ultimele Jocuri Olimpice de iarnă din 1936. Orașul gazdă a fost căutat într-o țară neutră pentru evitarea atmosferii politice a lumii postbelice. Au fost excluse din start Germania și Japonia. Comitetul de organizare s-a confruntat cu mai multe provocări: lipsa resurselor financiare și a resurselor umane consumate de război. Au fost 28 de țări participante, prezente la marșul ceremoniei de deschidere la 30 ianuarie 1948. Aproape 670 de sportivi au fost antrenați la acest eveniment.

## Organizare
- Orașe candidate: Lake Placid (SUA).
- Germania și Japonia n-au fost admise la aceste Jocuri.
- Skeletonul a fost inclus pentru a doua oară la Jocurile Olimpice. Prima cursă a avut loc la St. Moritz 1928. Această disciplină a reapărut la Salt Lake City 2002.

## Evenimente marcante
- Schiorul francez Henri Oreiller câștigă două titluri olimpice și devine primul francez care obține un titlu olimpic la Jocurile Olimpice de iarnă pentru Franța.
- Barbara Ann Scott devine primul canadian care câștigă medalia de aur la patinaj artistic iar Dick Button primul american care obține titlu olimpic la patinaj artistic pentru Statele Unite.

## Sporturi
- Bob
- Combinata nordică
- Hochei pe gheață
- Patinaj artistic
- Patinaj viteză
- Sărituri cu schiurile
- Schi alpin
- Schi fond
- Scheleton

## Clasament pe medalii
Legendă
      Țara gazdă
| Loc   | CON                              | Aur | Argint | Bronz | Total |
| ----- | -------------------------------- | --- | ------ | ----- | ----- |
| 1     | Norvegia (NOR)                   | 4   | 3      | 3     | 10    |
| 1     | Suedia (SWE)                     | 4   | 3      | 3     | 10    |
| 3     | Elveția (SUI)                    | 3   | 4      | 3     | 10    |
| 4     | Statele Unite ale Americii (USA) | 3   | 4      | 2     | 9     |
| 5     | Franța (FRA)                     | 2   | 1      | 2     | 5     |
| 6     | Canada (CAN)                     | 2   | 0      | 1     | 3     |
| 7     | Austria (AUT)                    | 1   | 3      | 4     | 8     |
| 8     | Finlanda (FIN)                   | 1   | 3      | 2     | 6     |
| 9     | Belgia (BEL)                     | 1   | 1      | 0     | 2     |
| 10    | Italia (ITA)                     | 1   | 0      | 0     | 1     |
| 11    | Ungaria (HUN)                    | 0   | 1      | 0     | 1     |
| 11    | Cehoslovacia (TCH)               | 0   | 1      | 0     | 1     |
| 13    | Marea Britanie (GBR)             | 0   | 0      | 2     | 2     |
| Total | Total                            | 22  | 24     | 22    | 68    |

## România la JO 1948
Delegația României a fost alcătuită din 15 sportivi, dar nu s-a obținut nici un punct. Cel mai bun rezultat:
- Locul 7,  ștafeta de schi patrulă militară, formată din Ștefan Ionescu, Constantin Vlădea, Cornel Nicolae Crăciun și Ion Koschi.